# 켄보 600
켄보 600은 중화인민공화국 충칭시에 있는 자동차 회사인 북기은상에서 만든 SUV 차량으로, 2015년에 출시되어 2020년에 단종됐다. 1,900만원~2,000만원 대의 가격에 형성되어 있으며, 대한민국에서는 중한자동차를 통해 2017년부터 2019년까지 판매했다.
중한자동차는 신원ck모터스로 사명이 변경되었다. 북기은상은 2019년 베이징 자동차 그룹 계열사로 편입되었다. 147마력 1.5리터 가솔린 터보 엔진과 CVT를 장착했으나, 차급에 걸맞지 않게 엔진이 고급휘발유에 세팅되어서 평가가 좋지 못했다.